# Merle Dixon
(Merle a T-Dog)
Merle Dixon è un personaggio della serie televisiva The Walking Dead, interpretato da Michael Rooker.
L'introduzione del personaggio nella prima stagione del programma riscontrò giudizi sfavorevoli da parte della critica, ma il responso del pubblico fu invece positivo. Quando il personaggio riapparve nel corso della terza stagione della serie, le recensioni iniziarono ad essere maggiormente favorevoli. È uno dei pochi personaggi a non avere una controparte nel fumetto da cui è tratta la serie. Merle è inoltre uno dei personaggi principali nel videogioco del 2013 The Walking Dead: Survival Instinct, incentrato su lui e Daryl durante i primi giorni dell'apocalisse zombi.
Per la sua interpretazione, Rooker ha vinto nel 2012 il Satellite Award per il miglior cast.

## Descrizione
Merle è il fratello maggiore di Daryl Dixon. Essendo orfano di madre e con un padre alcolizzato e violento, fu Merle, quando non si trovava in riformatorio, a "crescere" Daryl. Sebbene non sia specificata la durata del servizio, Merle è stato nei Marines, corpo dal quale è stato espulso per aver aggredito un superiore. Secondo quanto dichiarato da Shane e Daryl, Merle era uno spacciatore prima dell'apocalisse zombi.

## Biografia del personaggio

### Serie televisiva

#### Prima stagione
Merle debutta nell'episodio Una via d'uscita, insieme al gruppo di sopravvissuti rimasto bloccato in Atlanta durante un'escursione in cerca di provviste. Mentre è sul tetto dell'edificio, Merle inizia a sparare agli zombi in strada con un fucile da cecchino mentre il resto del gruppo gli urla di smettere. Scoppia una lite tra lui e T-Dog, che Merle ha insultato chiamandolo "negro", e T-Dog ha la peggio. Dopo aver messo tutti i presenti fuori combattimento ed essersi autoproclamato leader, Merle viene colpito ed immobilizzato da Rick Grimes, che lo ammanetta ad una tubazione. Merle viene messo sotto sorveglianza di T-Dog mentre gli altri sopravvissuti cercano un modo di fuggire dalla città. Quando il gruppo trova una via di uscita, T-Dog cerca di liberare Merle, ma accidentalmente fa cadere le chiavi delle manette in una canaletta; e quindi è costretto ad abbandonarlo sul tetto. Prima di andarsene, T-Dog chiude con un lucchetto la porta che dà sul terrazzo in modo che gli zombi non possano raggiungere Merle.
Nell'episodio Bentornato papà, quando gli zombi invadono l'edificio ed arrivano fino al tetto, per liberarsi e fuggire Merle è costretto a segarsi via una mano. Tornati all'accampamento fuori città, Rick e il resto del gruppo cercano di spiegare a Daryl l'accaduto. Daryl, T-Dog, Rick e Glenn decidono quindi di tornare ad Atlanta per cercare Merle e recuperare un borsone pieno d'armi perso da Rick. Giunti nel luogo dell'abbandono di Merle, i quattro però non lo trovano più e scoprono solo la sua mano mozzata. Nella puntata Vatos, vengono scoperte le tracce della fuga di Merle. Il gruppo prova a seguire le tracce di sangue da lui lasciate, ma senza successo. Tornati all'esterno, scoprono che il camion con il quale erano arrivati è sparito. Rick sospetta che sia stato rubato da Merle durante la fuga.

#### Seconda stagione
Merle è assente per gran parte della seconda stagione. Appare solo nella puntata Ritrovamenti, sotto forma di allucinazione che sprona Daryl a risvegliarsi da uno svenimento appena in tempo per sopravvivere all'attacco di uno zombie, e ricordargli che fa parte di un gruppo che ha abbandonato suo fratello su un tetto in balia degli zombi.

#### Terza stagione
Merle ricompare nella terza stagione. In questa stagione si scopre che è stato salvato dal Governatore di Woodbury ed è diventato uno dei suoi uomini più importanti a cui viene affidato il lavoro sporco. Creerà non pochi problemi al gruppo di Rick, rapendo e torturando Glenn e Meggie per ottenere informazioni riguardanti il loro gruppo per conto del governatore. Viene affidato a lui il compito di uccidere Michonne dopo la sua decisione di abbandonare Woodbury, lui fallirà la missione e deciderà di mentire al governatore dicendo di aver ucciso la donna. Dopo l'attacco a Woodbury da parte di Rick, Michonne e gran parte del gruppo, il governatore scoprirà dell'inganno di Merle e deciderà di farlo lottare contro suo fratello Daryl per la sopravvivenza e per il perdono. Però, Merle e il fratello si alleano per fuggire, riuscendoci. Merle tornerà a far parte del gruppo di superstiti, nonostante tutti eccetto il fratello siano ostili nei suoi confronti. Quando il governatore chiederà a Rick di consegnargli Michonne in cambio della completa libertà del suo gruppo, Merle, avendo compreso che Rick non sarebbe mai stato in grado di compiere un gesto tale, decide di rapire Michonne e di portarla dal governatore senza dire niente agli altri, in modo tale da porre fine alla questione. Durante il viaggio per consegnare Michonne al governatore, le parole di Michonne fanno cambiare idea a Merle che decide di lasciare libera la donna e di andare a tendere un'imboscata al governatore, che fallirà e Merle verrà ucciso dal governatore stesso con un colpo di pistola. Trasformatosi in zombie, verrà poi definitivamente abbattuto da Daryl in lacrime.

## Abilità
Merle è un esperto combattente. Ha ricevuto anche un addestramento militare, avendo prestato servizio nel Corpo dei Marines dove è stato addestrato nel combattimento corpo a corpo, nell'uso delle armi e nella tattica militare, doti nelle quali eccelle così tanto da essere proclamato dal Governatore leader dell'esercito di Woodbury. Dopo aver perso il braccio destro lo ha rimpiazzato con un arpione che utilizza come arma. È un uomo molto forte e resistente, in grado di sopportare livelli di dolore elevati.